# Dadal járás
Dadal járás (mongol nyelven: Дадал сум) Mongólia Hentij tartományának egyik járása. Területe 4727 km². Népessége kb. 2800 fő.
Székhelye, Bajan ovó (Баян овоо) 254 km-re fekszik Öndörhán tartományi székhelytől.